# Michael Ignatieff
Michael Grant Ignatieff (Toronto, 12 de maig de 1947), CPRC és un escriptor, acadèmic i expolític canadenc. Va ser el líder del Partit Liberal del Canadà i de l'Oposició Oficial des de 2008 fins a 2011. Conegut per la seva obra com historiador, Ignatieff ha ocupat càrrecs acadèmics en la Universitat de Cambridge, la Universitat d'Oxford, la Universitat Harvard i la Universitat de Toronto.

## Biografia
Entre 1978 i 2000, quan vivia al Regne Unit, Ignatieff va adquirir fama com presentador de radio i televisió i com a columnista editorial para The Observer. La seva sèrie documental Blood and Belonging: Journeys into the New Nationalism va ser emesa en la BBC en 1993, i li va valer un Premi Gemini canadenc. El seu llibre homònim, basat en la sèrie, va obtenir el premi Gordon Muntador en la categoria de "Millor llibre canadenc sobre problemàtiques socials" i el premi Lionel Gelber, atorgat per la Universitat de Toronto. Les seves memòries, The Russian Album, van guanyar el Premi Literari del Governador General a Canadà i en premi Heinemann de la Royal Society of Literature a Gran Bretanya en 1988. La seva novel·la Scar Tissue va ser seleccionada pel Premi Booker en 1994. L'any 2000, va dur a terme les Conferències Massey, titulades The Rights Revolution, que serien publicades el mateix any.
En les eleccions federals de Canadà de 2006, Ignatieff va ser triat per la Cambra dels comuns com a Membre del Parlament per Etobicoke—Lakeshore, però les mals resultats a van provocar la dimissió de Paul Martin i Ignatieff es va postular per a líder del Partit Liberal, sent vençut per Stéphane Dion. Va exercir com a diputat del partit sota les ordres de Dion, i, després de la renúncia d'aquest en les eleccions de 2008, Ignatieff va ser líder interí des de novembre fins que finalment va ser elegit líder al maig de 2009. en les eleccions federals de Canadà de 2011, Ignatieff va perdre el seu escó en la pitjor elecció de la història del Partit Liberal. Amb només trenta-quatre escons, el partit va obtenir un distant tercer lloc darrere dels Conservadors i el Nou Partit Democràtic i, per tant, va perdre la seva posició com a Oposició Oficial. El 3 de maig de 2011, Ignatieff va anunciar que renunciaria com a líder del Partit Liberal, deixant pendent la selecció d'un líder interí; la seva renúncia es va fer efectiva el 25 de maig de 2011.
Després de la seva derrota electoral, Ignatieff va acceptar una posició com a resident sènior en el Massey College de la Universitat de Toronto, on a 2011 ensenya lleis i ciència política. El 2012 va rebre el Premi de Periodisme Francisco Cerecedo.

## Obres

### Llibrets
- Onegin, 1999 (amb Peter Ettedgui)
- 1919, 1985 (amb Hugh Brody)

### Drama
- Dialogue in the Dark, per la BBC

### Ficció
- Asya, 1991
- Scar Tissue, 1993
- Charlie Johnson in the Flames, 2005

### No ficció
- A Just Measure of Pain: Penitentiaries in the Industrial Revolution, 1780–1850, 1978
- (ed. amb István Hont) Wealth and Virtue: the Shaping of Political Economy in the Scottish Enlightenment, Cambridge University Press, 1983. ISBN 0-521-23397-6
- The Needs of Strangers, 1984
- The Russian Album, 1987
- Blood and Belonging: Journeys Into the New Nationalism, 1994
- Warrior's Honour: Ethnic War and the Modern Conscience, 1997
- Isaiah Berlin: A Life, 1998
- Virtual War: Kosovo and Beyond, 2000
- The Rights Revolution, Viking, 2000
- Human Rights as Politics and Idolatry, Anansi Press Ltd, 2001
- Empire Lite: Nation-Building in Bosnia, Kosovo and Afghanistan, Minerva, 2003
- The Lesser Evil: Political Ethics in an Age of Terror, Princeton University Press, 2004 (2003 Gifford Lectures)
- American Exceptionalism and Human Rights (ed.), Princeton University Press, 2005.
- True Patriot Love, Penguin Group Canada, 2009.
- Fuego y Cenizas. Éxito y Fracaso en Política, Editorial Taurus, 2014.